# Kassabin
Kassabin (arab. قصابين) – wieś w Syrii, w muhafazie Latakia. W 2004 roku liczyła 780 mieszkańców.